# Agrotis renitangens
Agrotis renitangens là một loài bướm đêm trong họ Noctuidae.